# 索敞
索 敞（さく しょう、生没年不詳）は、中国の北魏の学者。字は巨振。本貫は敦煌郡。

## 経歴
北涼のとき、劉昞の下で助教をつとめた。北魏の太武帝が涼州を平定すると、平城に移り、中書博士となった。かれの講義や訓戒は厳粛で、北魏の貴族の子弟たちはかれの威厳を敬いはばかった。かれの講義を受ける弟子のうち、栄達して尚書や刺史・太守となった者は数十人にのぼった。民間の喪服についての話を蒐集して、『喪服要記』を編纂した。後に扶風郡太守に任じられて、清貧につとめ、在官のうちに死去した。元の教え子たちの請願により、平南将軍・涼州刺史の位を追贈された。諡は献といった。
子に索僧養があり、中書議郎・京兆尹となった。

## 伝記資料
- 『魏書』巻52 列伝第40
- 『北史』巻34 列伝第22